# Distretto di Dolkha
Il distretto di Dolkha (o Dolakha) è un distretto del Nepal, in seguito alla riforma costituzionale del 2015 fa parte della provincia di Bagmati.
Il capoluogo è Charikot.
Geograficamente il distretto appartiene alla zona montuosa himalayana del Parbat.
Il principale gruppo etnico presente nel distretto sono i Chhetri.

## Municipalità
Il distretto è suddiviso in 9 municipalità, due urbane e sette rurali.
urbane
- Bhimeswor
- Jiri

rurali
- Kalinchok
- Melung
- Bigu
- Gaurishankar Rural Municipality
- Baiteshwor Rural Municipality
- Sailung Rural Municipality
- Tamakoshi Rural Municipality